# Micrixalus candidus
Espèce
Micrixalus candidus est une espèce d'amphibiens de la famille des Micrixalidae.

## Répartition
Cette espèce est endémique du Karnataka en Inde. Elle se rencontre à Kemmanagundi et à Kottigehara dans le district de Chikmagalur dans les Ghâts occidentaux.

## Description
Le mâle holotype mesure 20,2 mm.

## Étymologie
L'épithète spécifique candidus vient du latin candidus, blanc, en référence à la bande blanche prééminente présente sur les côtés de la tête de cette espèce.

## Publication originale
- Biju, Garg, Gururaja, Shouche & Walujkar, 2014 : DNA barcoding reveals unprecedented diversity in Dancing Frogs of India (Micrixalidae, Micrixalus): a taxonomic revision with description of 14 new species. Ceylon Journal of Science, Biological Sciences, vol. 43, no 1, p. 1－87 (texte intégral).